# 韦宁斯豪森
韦宁斯豪森（德語：Werningshausen）是德国图林根州的一个市镇。总面积12.78平方公里，总人口689人，其中男性338人，女性351人（2011年12月31日），人口密度54人/平方公里。